# Fissidens patentifolius
Fissidens patentifolius là một loài Rêu trong họ Fissidentaceae. Loài này được Schiavone mô tả khoa học đầu tiên năm 1981.